# Sporetus variolosus
Sporetus variolosus là một loài bọ cánh cứng trong họ Cerambycidae.